# Zapotechi
Gli Zapotechi (o il "Popolo delle Nubi"; in lingua zapoteca, Ben Zaa; in lingua nahuatl, Tzapotecatl) erano una civiltà precolombiana che fiorì nella Valle di Oaxaca, nella parte meridionale della Mesoamerica. Alcuni reperti archeologici dimostrano che la loro origine risale almeno a 2600 anni fa. Molte testimonianze del loro passato sono state rinvenute nell'antica città di Monte Albán sotto forma di costruzioni, campi per il gioco della palla, magnifiche tombe ed ornamenti funebri, compresi gioielli in oro lavorati finemente. Monte Albán fu la capitale dell'area governata dagli Zapotechi, quasi corrispondente all'attuale stato messicano di Oaxaca. Intorno al XV secolo, gli Zapotechi vennero conquistati dagli Aztechi, che però non riuscirono a sottometterli completamente.

## Etimologia
Il nome Zapotechi è un esonimo che deriva dalla parola tzapotēcah (al singolare tzapotēcatl), che in lingua nahuatl significa "abitanti delle terre del sapote" (termine generico che indica un frutto dolce e morbido). Gli Zapotechi indicavano sé stessi anche con alcune varianti del termine Be'ena'a, che significa il popolo.

## Storia
Le prime tracce di civiltà nella valle di Oaxaca risalirebbero al 1000 a.C., anche se i primi monumenti includenti glifi sono databili intorno al 600 a.C. La loro fu una fase storica ricca di cambiamenti politici, visto che nacquero molte piccole comunità, in lotta fra loro, comprendenti strutture religiose e civiche. Intorno al 500 a.C. molti piccoli centri scomparvero per dare luogo ad un grande città fiorita sulla cima del Monte Albán, all'altezza di 400 metri. Nella prima fase storica, chiamata Periodo I di Monte Albán (dal 500 al 200 a.C.), gli abitanti costruirono una muraglia difensiva lunga tre chilometri; inoltre incisero un numero elevato di monumenti in pietra (circa 300) raffiguranti tematiche militari. In quel periodo la capitale Monte Albán era abitata da circa 10.000 individui.

La popolazione crebbe fino a 20.000 persone nel Periodo II (dal 200 al 100 d.C.), durante il quale lo Stato zapoteco allargò i suoi confini ben oltre la valle di Oaxaca. Nel Periodo III (dal 100 al 600 d.C.) la capitale del regno zapoteco estese il suo insediamento fino a 6 chilometri quadrati raggiungendo i 30.000 abitanti. In questa fase storica si intensificarono i contatti con il Messico centrale e con la grande metropoli Teotihuacan. Uno dei monumenti più significativi di questa fase è una piramide tronca alta 15 metri e larga 100 metri attorniata da molti monumenti. Nel Periodo IV (dal 700 al 1000 d.C.) iniziò il declino della città e dello Stato zapoteco e si assistette all'introduzione di monumenti definibili come registri genealogici, nei quali venivano raffigurati nascite, matrimoni contratti da sovrani e nobili oltre all'elenco degli antenati.
In seguito alla conquista da parte degli Aztechi, nella loro capitale Tenochtitlán gli artigiani zapotechi e mixtechi forgiarono la gioielleria per i governanti aztechi (i tlatoani), incluso Montezuma. Tuttavia, i legami con il Messico centrale risalgono a molto tempo addietro, come attestato dai resti archeologici di un distretto degli Zapotechi all'interno di Teotihuacan ed una casa per gli ospiti costruita nello stesso stile di quelle della capitale azteca a Monte Albán. Altri importanti insediamenti zapotechi sono collocati a Lambityeco, Dainzu, Mitla, Yagul, San José Mogote, El Palmillo e Zaachila.

### Cronologia
| Periodi                 | Periodi          | Anni      | Anni      |
| ----------------------- | ---------------- | --------- | --------- |
| Litico o Arcaico        | Litico o Arcaico | 7000 a.C. | 1500 a.C. |
| Formativo o Preclassico | Tierras Largas   | 1500 a.C. | 1200 a.C. |
| Formativo o Preclassico | San José         | 1200 a.C. | 800 a.C.  |
| Formativo o Preclassico | Guadalupe        | 800 a.C.  | 700 a.C.  |
| Formativo o Preclassico | Rosario          | 700 a.C.  | 500 a.C.  |
| Formativo o Preclassico | Monte Albán I    | 500 a.C.  | 100 a.C.  |
| Formativo o Preclassico | Monte Albán II   | 100 a.C.  | 250 d.C.  |
| Classico                | Monte Albán IIIA | 250       | 650       |
| Classico                | Monte Albán IIIB | 650       | 800       |
| Postclassico            | Monte Albán IV   | 800       | 1325      |
| Postclassico            | Monte Albán V    | 1325      | 1521      |

## Cultura

### Calendario

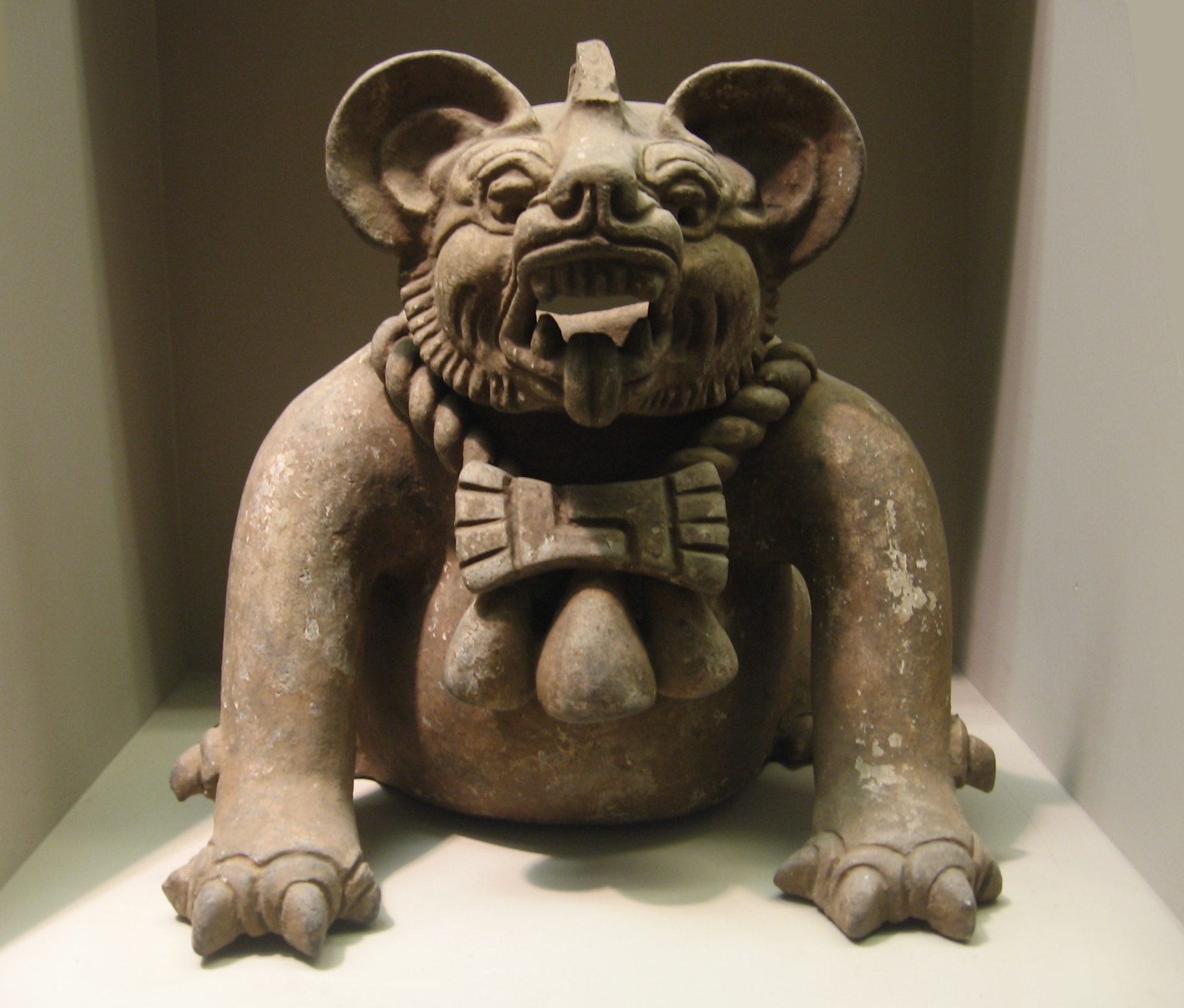
Urna funeraria a forma di dio pipistrello o di giaguaro, proveniente da Oaxaca e datata tra il 300 e il 650 d.C.

Gli Zapotechi svilupparono un calendario rituale, per il quale l'anno era diviso in 260 giorni (piye), ripartiti in 4 stagioni di 65 giorni (cocijo), che a loro volta erano formati da 5 periodi di 13 giorni (cocii), in cui ogni giorno si distingueva per un suo specifico significato rituale e vigeva l'usanza che i sovrani ed i nobili assumessero il nome dal giorno di nascita, oltre ad un calendario  di 365 giorni (yza) suddiviso in 18 lune ognuna lunga 20 giorni più un periodo di 5 giorni.
Inoltre gli Zapotechi elaborarono un sistema di scrittura ad ideogrammi sillabici appartenente alla famiglia linguistica otomanguea (che comprendeva diversi glifi per rappresentare ciascuna sillaba della loro lingua). Questo sistema è considerato come uno dei primi tipi di scrittura usati in Mesoamerica e precursore di quello impiegato in seguito dai Maya, dai Mixtechi e dagli Aztechi. Gli antichi scritti si sono rintracciati sotto forma di iscrizioni su monumenti di pietra oppure di dipinti sepolcrali presenti nella valle di Oaxaca.
Gli Zapotechi possedevano un buon livello di civilizzazione e vivevano in grandi villaggi e città, in case costruite con pietra e malta. Essi registravano i principali eventi della loro storia attraverso geroglifici, e nelle guerre facevano uso di armature di cotone. Le rovine di Mitla contengono le tombe dei loro antenati.

## Guerre
L'ultima battaglia tra Aztechi e Zapotechi avvenne tra il 1497 e il 1502, quando era governatore degli Aztechi Ahuitzotl. All'epoca della spedizione dei conquistadores in Messico, appena giunse la notizia che gli Aztechi erano stati sconfitti dagli Spagnoli, il re degli Zapotechi Cosijoeza ordinò al suo popolo di non confrontarsi con i vincitori, credendo di evitare lo stesso destino. Gli Zapotechi furono soggiogati dai conquistadores solo dopo diverse battaglie tra il 1522 e il 1527, ma numerosi episodi di ribellione contro le autorità coloniali scoppiarono nel 1550, nel 1560 e nel 1715.

## Religione
La religione zapoteca era politeistica. Le principali divinità da loro adorate erano Cocijo, il dio della pioggia (simile per certi versi al dio azteco Tlaloc), Coquihani, il dio della luce. Si ipotizza che spesso gli Zapotechi compissero sacrifici umani nei loro riti religiosi. In totale erano presenti 13 divinità, per ogni mese dell'anno.
Gli Zapotechi ritenevano che i loro avi provenissero dalla terra, dalle caverne, o che fossero alberi o giaguari tramutatisi in uomini, mentre i loro governanti credevano che discendessero da esseri soprannaturali che vivevano tra le nuvole e che, dopo la morte, ritornassero allo stato iniziale.